# Aleyda accipiter
Aleyda accipiter är en fjärilsart som beskrevs av Paul Dognin 1916. Aleyda accipiter ingår i släktet Aleyda och familjen Mimallonidae. Inga underarter finns listade i Catalogue of Life.